# Habropoda pallida
Espèce
Habropoda pallida est une espèce d'abeilles solitaires creusant son nid dans les dunes dans le sud-ouest des États-Unis.

## Écologie
Elle butine les fleurs d'un astragale (Astragalus lentiginosus). Son miel constitue la nourriture exclusive d'une espèce de Coléoptère (Meloe franciscanus). Les larves de ce Coléoptère forment des amas sur les tiges d'astragale. La forme et les couleurs de ses amas évoquent une abeille femelle. De plus les larves émettent une substance analogue à la phéromone femelle. Cela attire le mâle qui effectue une pseudocopulation avec l'amas, permettant aux larves de s'accrocher aux soies de l'abeille. Ensuite, lors d'un accouplement véritable, les larves sont transmises à une femelle qui les conduit alors jusqu'à son nid, où elles trouvent leur nourriture.